# Créneau
Pour les articles homonymes, voir Créneau (homonymie).

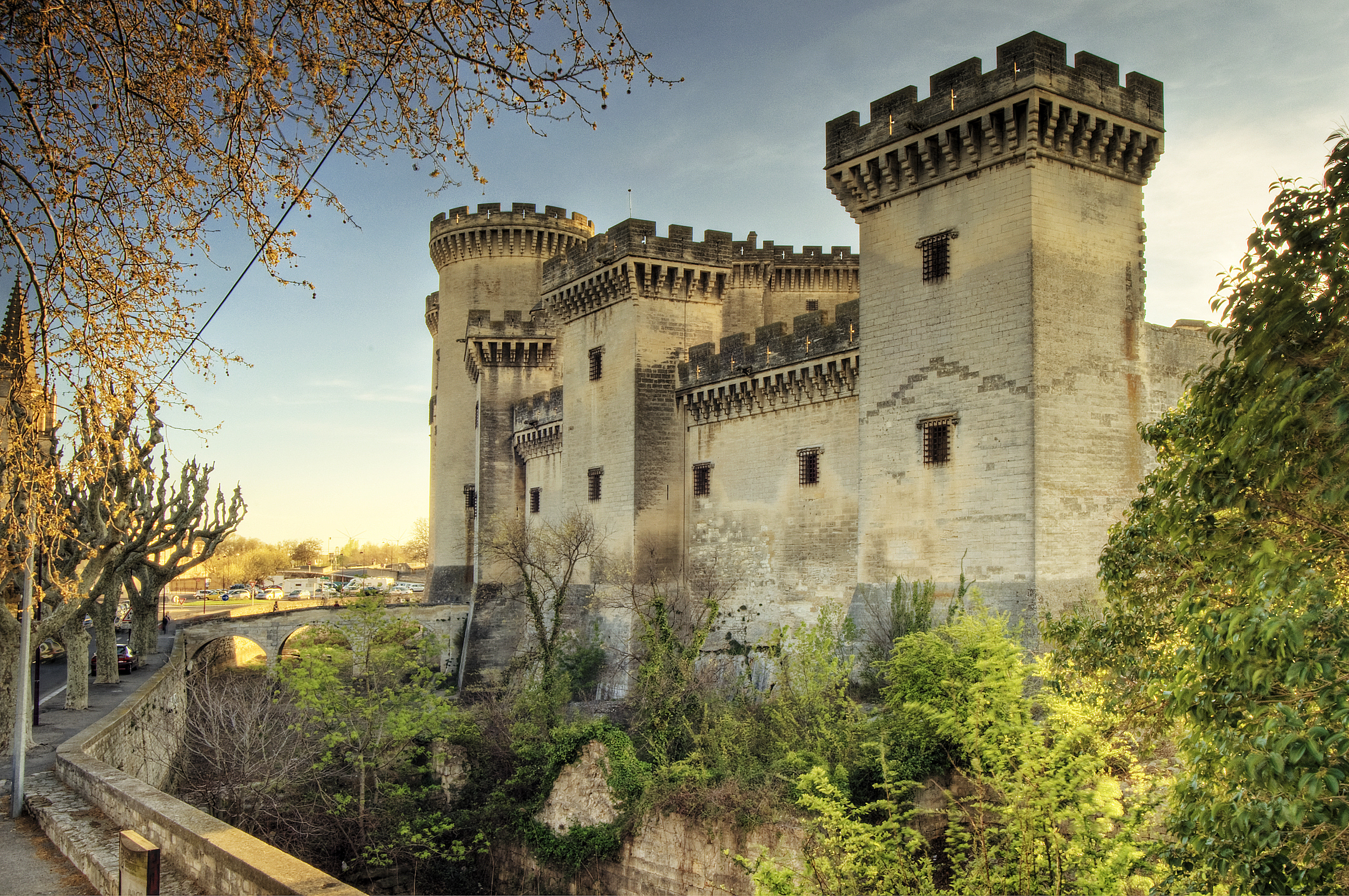
Créneaux au sommet des fortifications du château de Tarascon (France).

Un créneau est une ouverture pratiquée au sommet d'un rempart. Cette ouverture permettait aux défenseurs des murailles de voir les assaillants et de tirer des projectiles.
Les intervalles pleins laissés entre les créneaux sont les « merlons » ou carnels. Cependant, le nom de créneau désignait indistinctement les vides laissés entre les merlons ou les merlons eux-mêmes.
Les crénelages étaient dimensionnés par rapport à la taille des hommes : les merlons ont une hauteur voisine de deux mètres pour être plus grands que les défenseurs. Les appuis des créneaux sont à un mètre du sol du chemin de ronde, et leur largeur varie de 70 centimètres à un mètre. Les largeurs des merlons sont très variables; elles dépendent des systèmes de défense en vigueur. Avec le temps, les merlons servent de support à des hourds ou sont percés d'archières pour le tir d'arbalète.

## Époque romaine
Les créneaux qui couronnent les fortifications gallo-romaines sont percés habituellement dans des parapets d'environ 50 cm d'épaisseur, construits en moellons taillés et en brique, couronnés par une dalle de recouvrement formant une saillie tout autour du merlon.
Les merlons ont alors la largeur suffisante pour ne cacher qu'un seul homme. Les Romains employaient des archers et des frondeurs : chaque défenseur, muni de ces deux armes, avait son merlon pour se mettre à couvert pendant qu'il s'apprêtait à tirer. Multiplier, autant que faire se pouvait, les merlons et les créneaux permettait ainsi d'augmenter le nombre de défenseurs.
Les murailles antiques de la ville de Pompéi, bâties sous la République présentent des crénelages dont chaque merlon est muni d'une traverse en pierre pour garantir le tireur contre les traits tirés obliquement. Chaque archer possédait ainsi sa cellule percée d'un créneau. Ce système de crénelages paraît ne pas avoir été suivi pendant l'Empire.

## Moyen Âge
Jusque vers la fin du XIe siècle, il ne semble pas qu'on ait apporté de modifications sensibles à ces crénelages romains. À cette époque, les expéditions en Orient, et notamment la confrontation avec les machines de guerre byzantines et arabes firent connaître de nouveaux moyens de défense et d'attaque. C'est pourquoi le système de la défense supérieure des tours et des murs de l'Occident se modifia totalement après les premières croisades. Le système de crénelage est changé et se combine avec le système de mâchicoulis mobiles en bois, connus sous le nom de hourds : typiquement les créneaux à volets en bois dont le volet inférieur (manœuvrant sur un axe de bois posé sur deux crochets en fer) s'enlevait pour établir les hourds, le volet supérieur pivotant sur deux gonds restant fixes. Les merlons s'allongent, les créneaux deviennent plus espacés et, entre eux, au milieu des merlons, de petites ouvertures (archères) sont pratiquées pour le tir de l'arbalète à main ; les tablettes saillantes qui couronnaient les merlons antiques sont évitées, car ces saillies facilitaient l'escalade ou donnaient prise aux grappins que les assaillants jetaient au sommet des murailles pour renverser les parapets.
L'historien Charles Coulson considère cependant que le parapet crénelé a plus une fonction symbolique, sa valeur militaire étant accessoire. Le crénelage serait plus un moyen pour le seigneur de manifester sa volonté d'ostentation et de dissuasion.

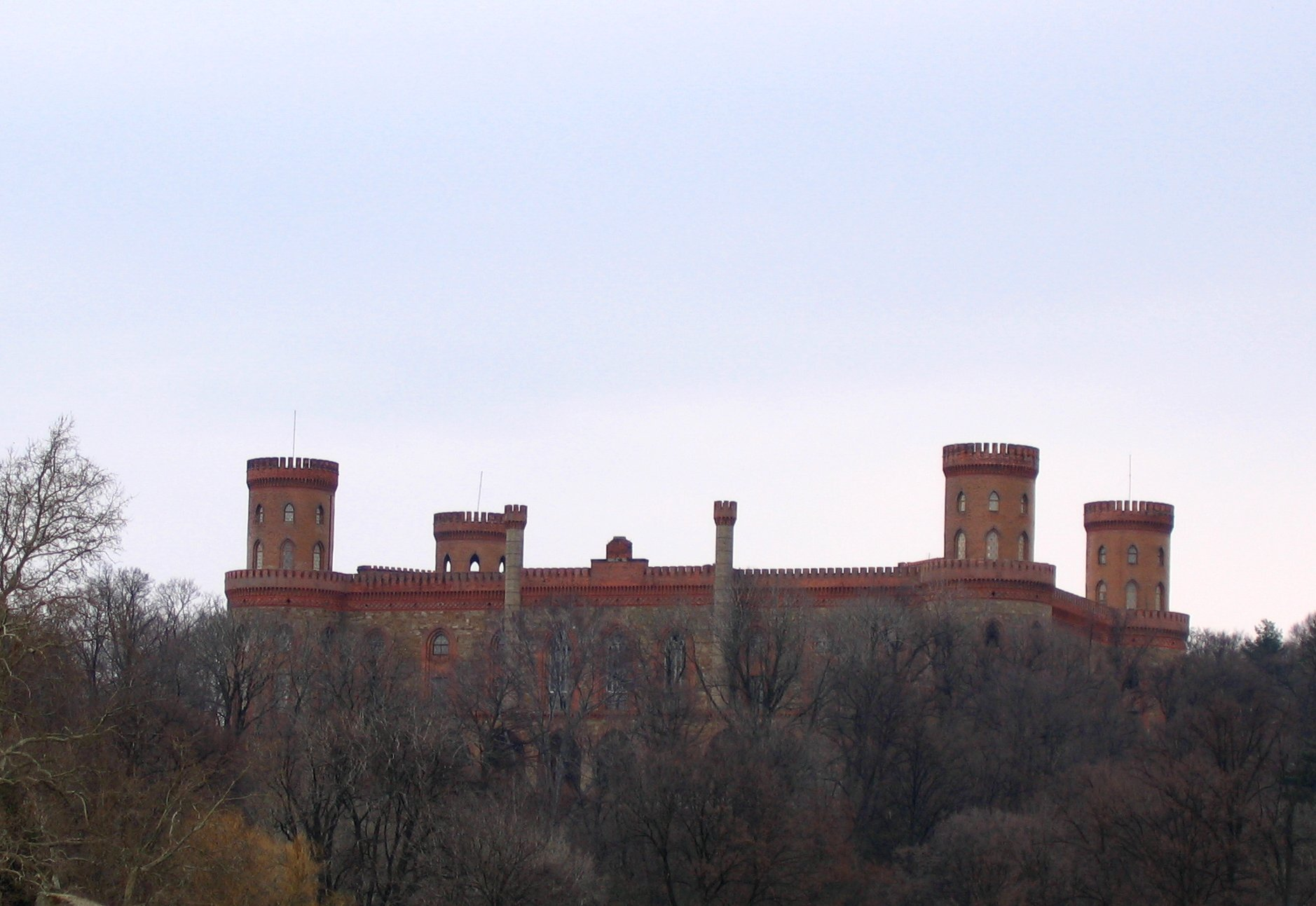
Tours crénelées du château néogothique de Kamenz, ancien domaine Hohenzollern.
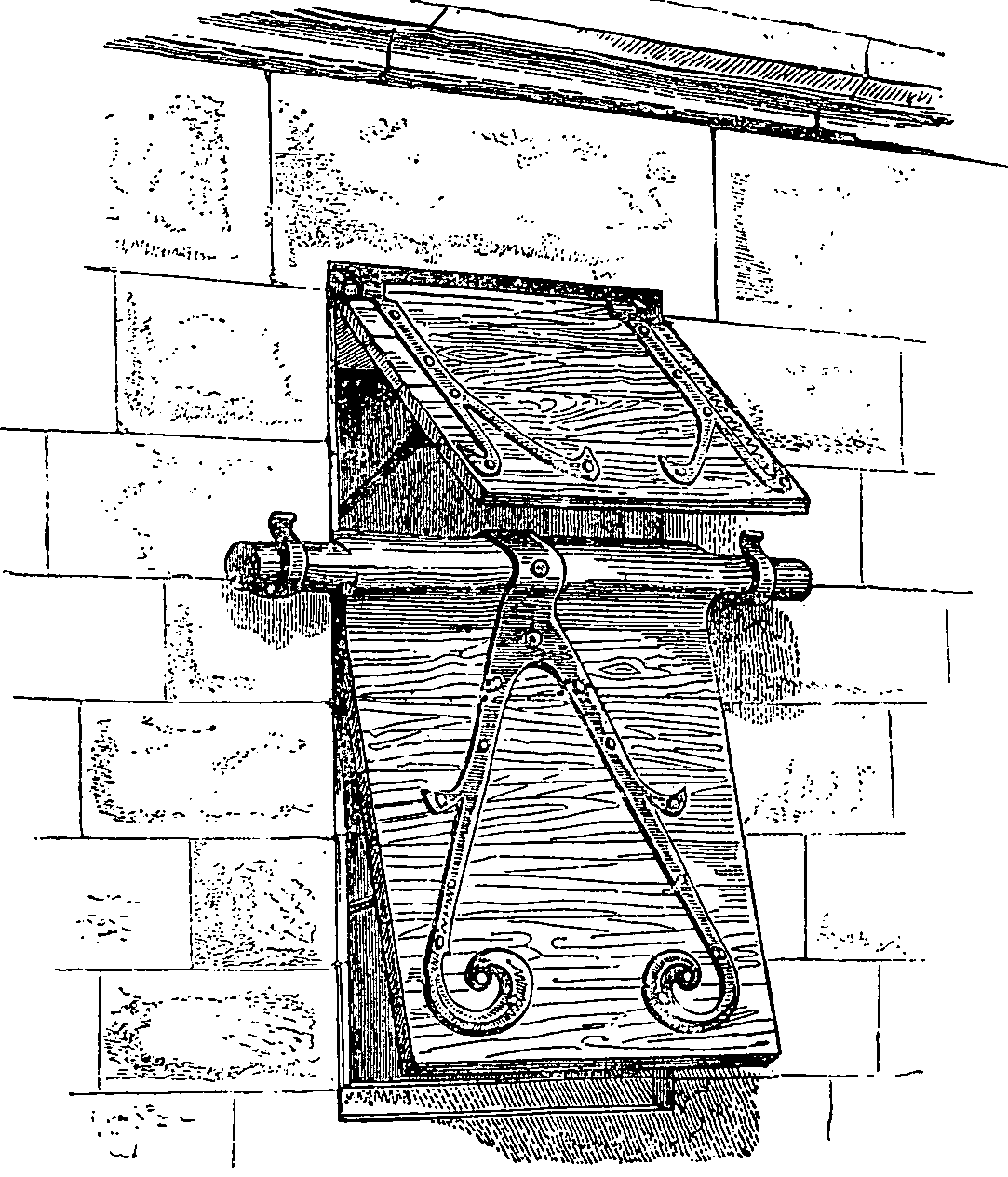
Créneau garni de volets à rouleaux.
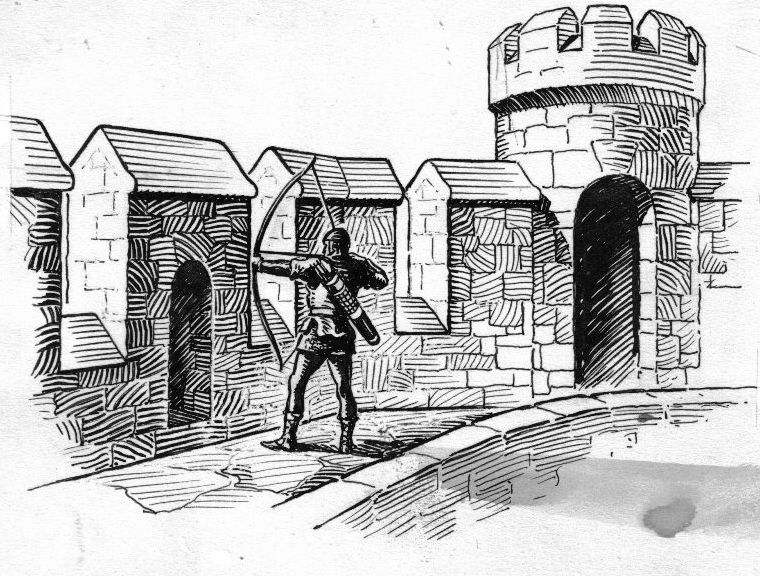
Archer au niveau d'un créneau.

## Époque contemporaine
Dans une fortification bétonnée (blockhaus, casemate, bloc…), un créneau de tir désigne une large meurtrière — version modernisée du mâchicoulis médiéval — permettant de placer une lampe ou favorisant le tir à travers une façade. L'ouverture peut être protégée par un cuirassement (trémie, volet, etc.) qui obture complètement l'ouverture dans le béton et ne laisse apparaître que le canon de la pièce.
Dans les postes d'observation et de commandement pour batterie, un créneau d'observation est une mince ouverture à l'horizontale. 

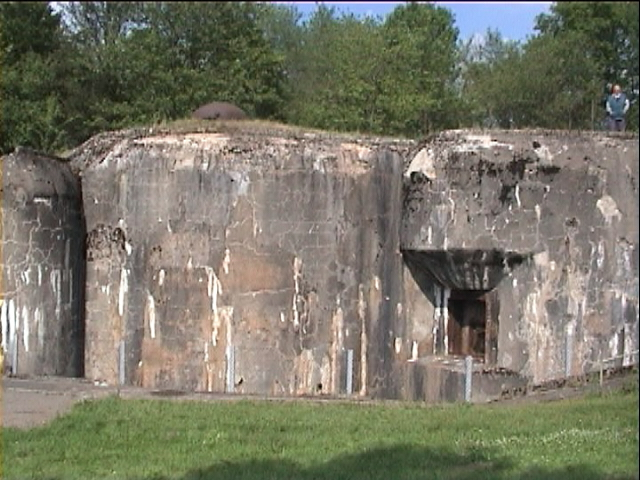
Créneau pour un canon de 75 (ligne Maginot, ouvrage du Hackenberg).
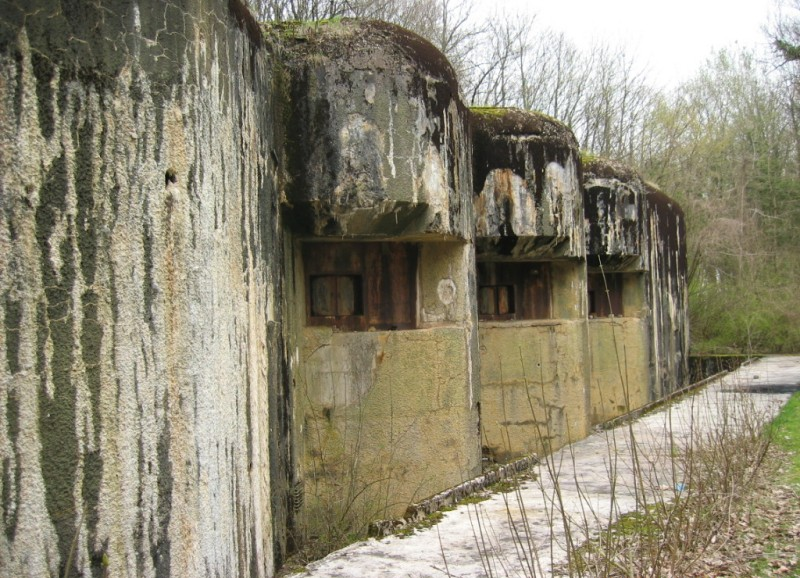
Trois créneaux, chacun pour un canon de 75 (ouvrage de Latiremont).
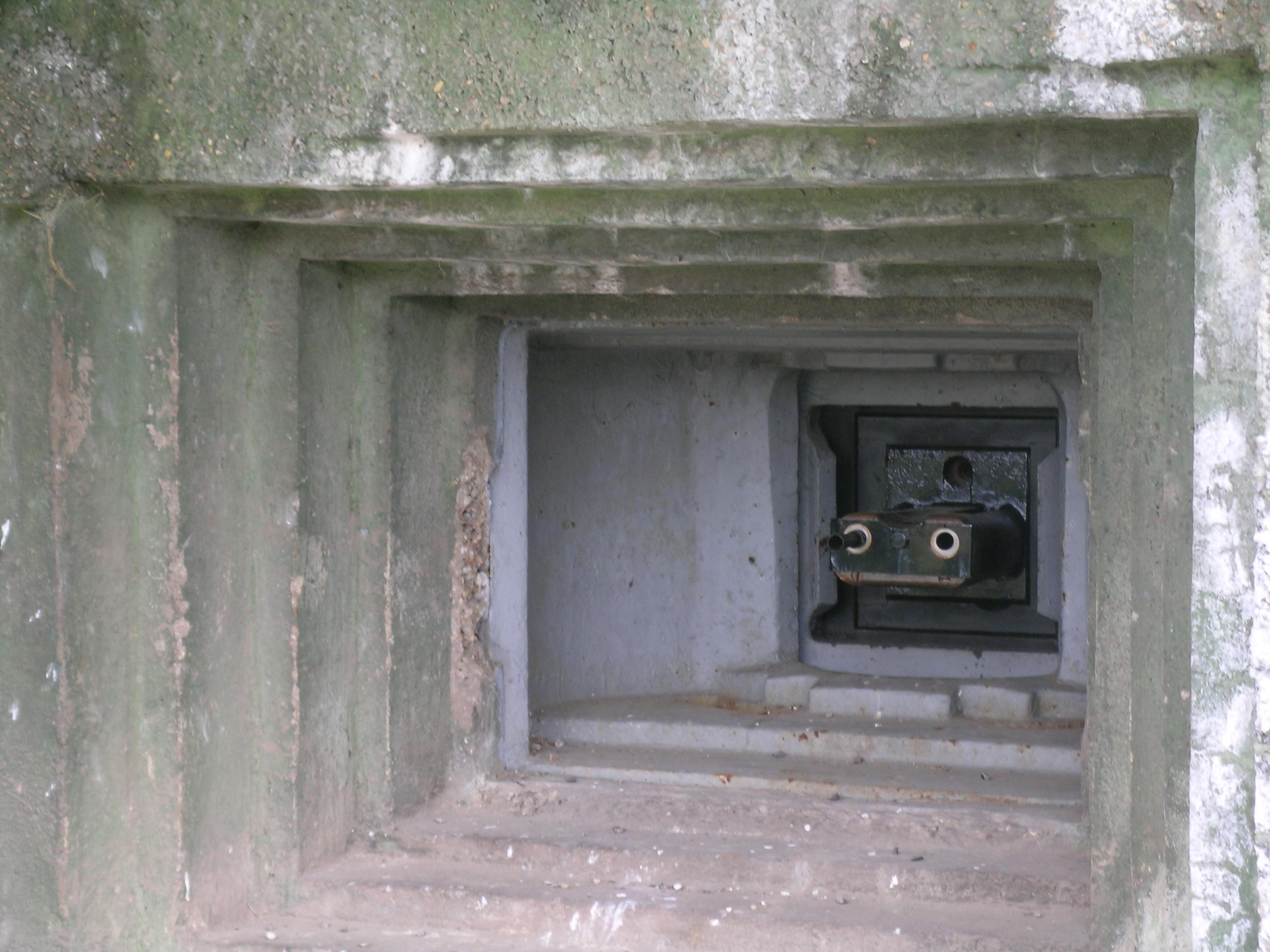
Créneau avec une trémie type 4 pour mitrailleuses ou canon anti-char (ouvrage de l'Immerhof).
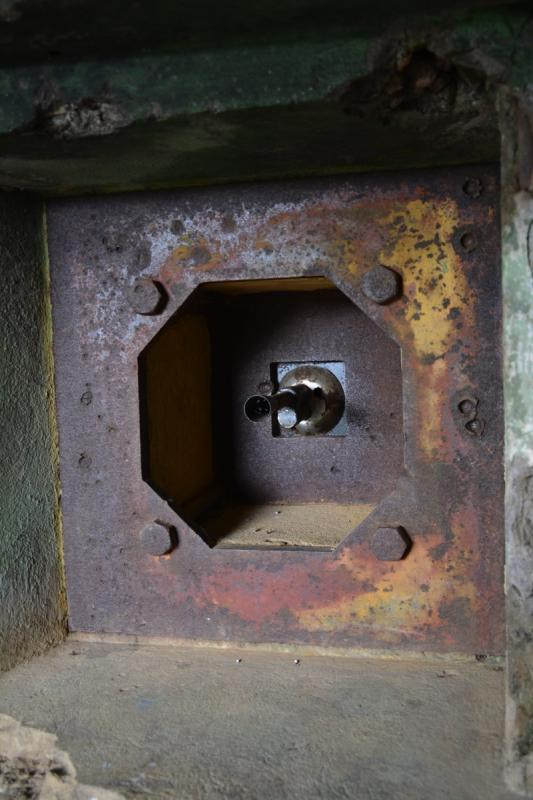
Créneau FM à rotule coulissant dans une embrasure qui ne laisse apparaître que la bouche du fusil-mitrailleur MAC 24/29.
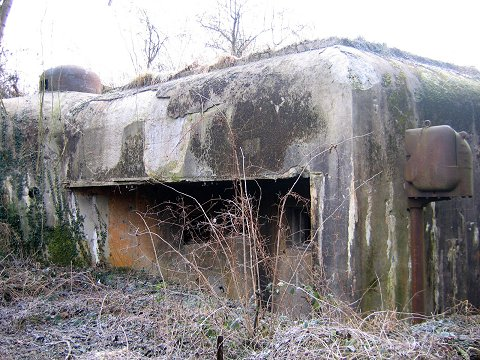
Casemate avec visières au-dessus des créneaux de façade et une cloche GFM sur les dessus de la casemate.
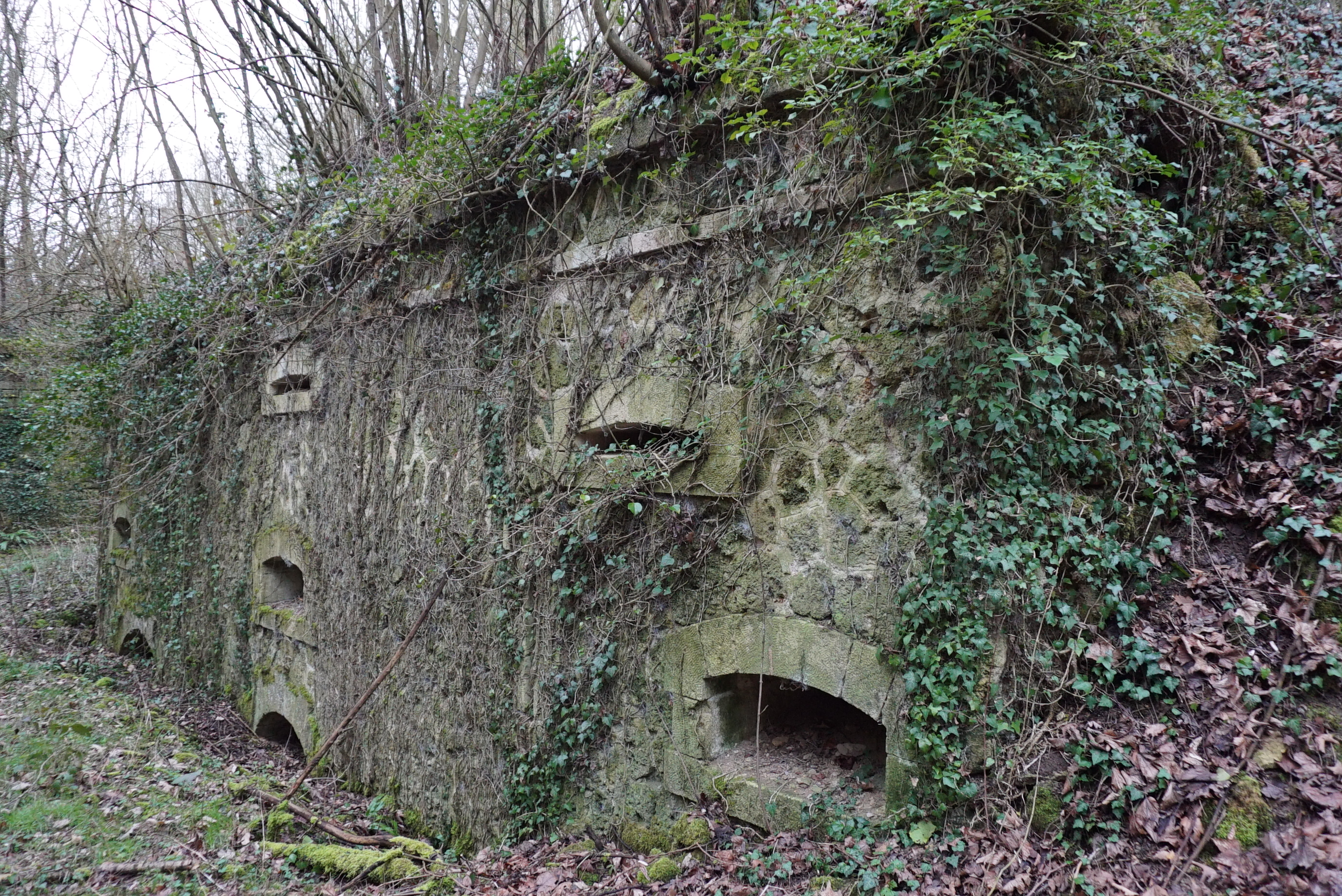
Créneaux de pied[Note 1] et créneaux de fusillade.
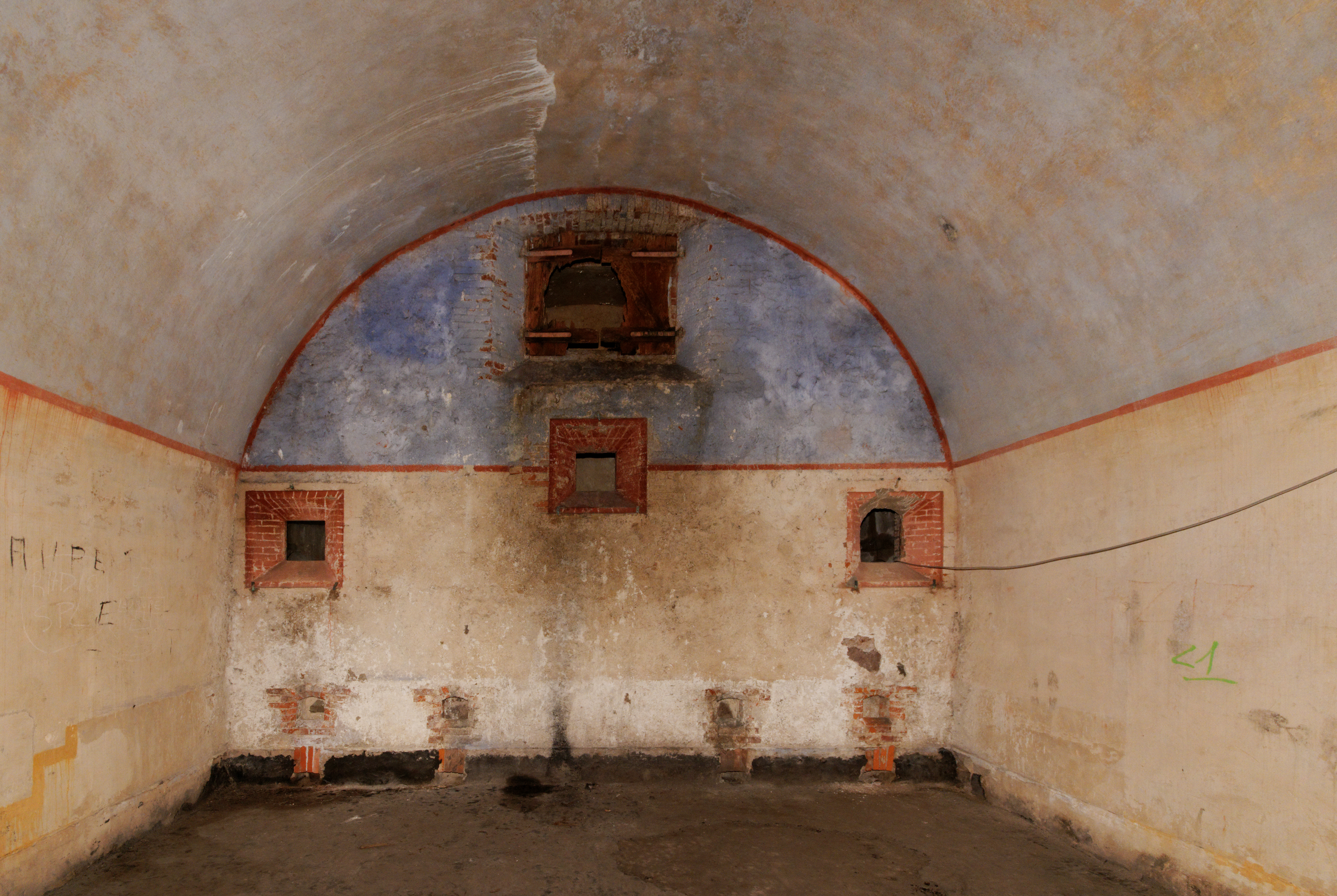
Créneau à lampe.
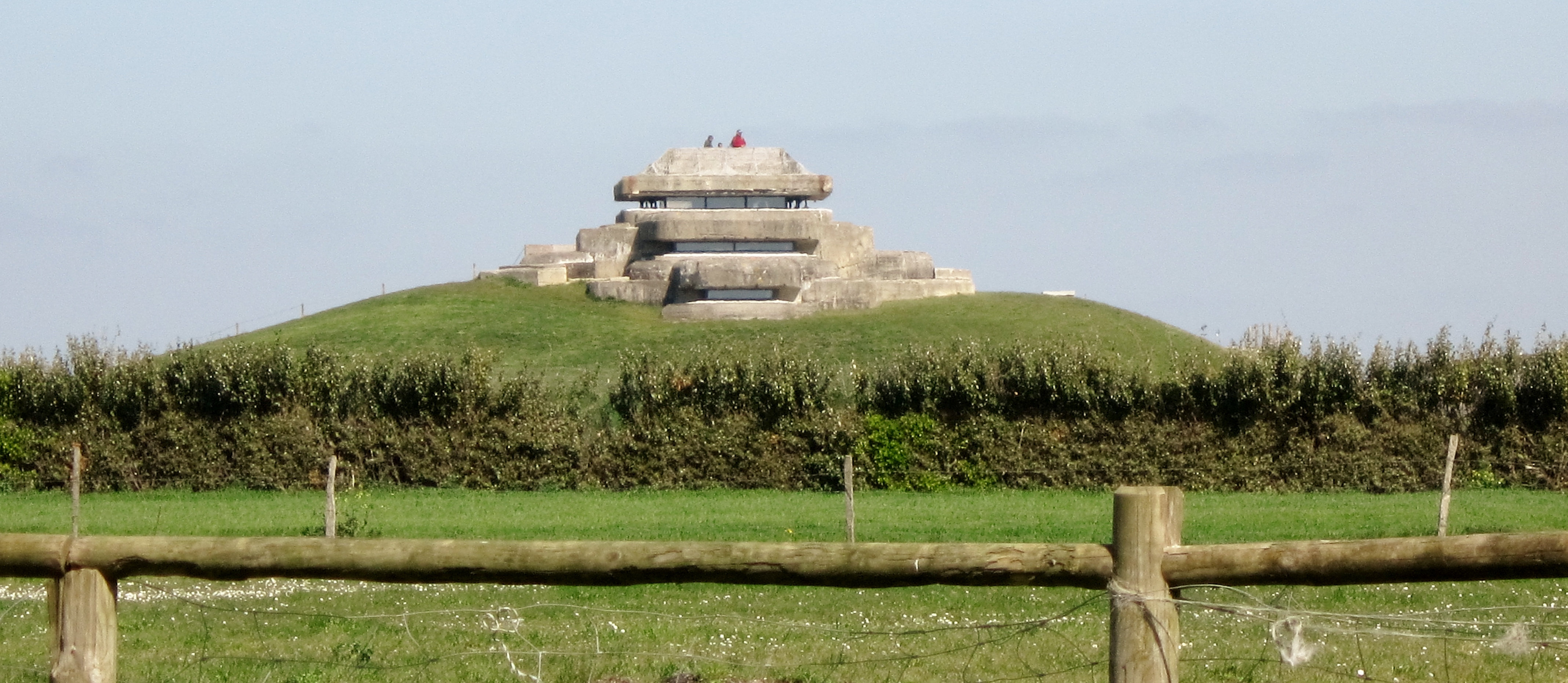
Regelbau S414 doté de créneaux d'observation à chaque étage, permettant d'observer la mer à la jumelle.